# Mr Inbetween
Mr Inbetween is een Australische zwartkomische misdaadserie, gecreëerd door Scott Ryan. De serie werd voor het eerst op 28 september 2018 uitgezonden, in de Verenigde Staten door FX. Op 1 oktober 2018 verscheen de serie in Australië. De film The Magician uit 2005, geschreven en gespeeld door Scott Ryan, ligt aan de basis van de serie. Ryan is de schrijver van de serie en speelt wederom de hoofdrol.

## Opzet
Ray Shoesmith is een huurmoordenaar die zijn criminele activiteiten met zijn sociale en familieleven probeert te verzoenen. Hij is gescheiden maar probeert een goede vader te zijn voor zijn dochter Brittany. Hij heeft een nieuwe vriendin, Ally, en zorgt voor zijn zieke broer Bruce. Ray staat zijn vriend Gary steeds bij en volgt de bevelen van zijn baas Freddy blindelings op. Hij gaat op zijn eigen gewelddadige manier met criminelen om maar dat begint op zijn relaties te wegen.

## Productie
De serie werd oorspronkelijk in opdracht van 'FX Australia' geproduceerd maar verscheen op 'Fox Showcase' omdat 'FX Australia' in tussentijd werd opgedoekt. Op 9 oktober 2018 bestelden FX en Foxtel een tweede seizoen. De productie van een derde seizoen werd op 26 mei 2020 goedgekeurd.

## Rolverdeling

### Hoofdrolspelers
- Scott Ryan als Ray Shoesmith
- Justin Rosniak als Gary, Ray's beste vriend
- Brooke Satchwell als Ally, Ray's vriendin
- Nicholas Cassim als Bruce, Ray's oudere broer
- Chika Yasumura als Brittany, Ray's dochter
- Damon Herriman als Freddy, Ray's baas
- Natalie Tran als Jacinta, Ray's ex-vrouw
- Jackson Tozer als Vasilli, de broer van Gary's vriendin

### Bijrollen
- Firass Dirani
- Benedict Hardie
- Matt Nable als Dave
- Edmund Lembke-Hogan
- David Michôd
- Kriv Stenders
- Ben Oxenbould

## Prijzen

### AACTA Awards
| Jaar | Categorie                                     | Nominatie                                                          | Resultaat   |
| ---- | --------------------------------------------- | ------------------------------------------------------------------ | ----------- |
| 2018 | Beste nieuw talent                            | Scott Ryan                                                         | gewonnen    |
| 2018 | Beste hoofdrol in een televisiedrama          | Scott Ryan                                                         | genomineerd |
| 2018 | Beste televisiescenario                       | Chika Yasumura                                                     | genomineerd |
| 2018 | Beste televisiedramaserie                     | Michele Bennett                                                    | genomineerd |
| 2018 | Beste regie in een televisiedrama of -komedie | Nash Edgerton voor "Unicorns Know Everybody's Name"                | genomineerd |
| 2018 | Beste televisiescenario                       | Scott Ryan voor "Unicorns Know Everybody's Name"                   | genomineerd |
| 2019 | Beste hoofdrol in een televisiedrama          | Scott Ryan                                                         | gewonnen    |
| 2019 | Beste gast- of bijrol in een televisiedrama   | Damon Herriman                                                     | genomineerd |
| 2019 | Beste gast- of bijrol in een televisiedrama   | Brooke Satchwell                                                   | genomineerd |
| 2019 | Beste dramaserie                              | Michele Bennett Nash Edgerton Blue-Tongue Films                    | genomineerd |
| 2021 | Beste hoofdrol in televisiedrama              | Scott Ryan                                                         | gewonnen    |
| 2021 | Beste televisiescenario                       | Scott Ryan voor "Ray Who?"                                         | gewonnen    |
| 2021 | Beste gast- of bijrol in een televisiedrama   | Matt Nable                                                         | genomineerd |
| 2021 | Beste gast- of bijrol in een televisiedrama   | Justin Rosniak                                                     | genomineerd |
| 2021 | Beste dramaserie                              | Michele Bennett Nash Edgerton Blue-Tongue Films Pariah Productions | genomineerd |
| 2021 | Beste regie in een televisiedrama of -komedie | Nash Edgerton voor "Ray Who?"                                      | genomineerd |

### Logie Awards
| Jaar | Categorie    | Nominatie  | Resultaat   |
| ---- | ------------ | ---------- | ----------- |
| 2019 | Beste acteur | Scott Ryan | gewonnen    |
| 2022 | Beste acteur | Scott Ryan | genomineerd |
| 2022 | Beste bijrol | Matt Nable | genomineerd |

### Australian Directors' Guild Awards
| Jaar | Categorie                                 | Nominatie                                 | Resultaat   |
| ---- | ----------------------------------------- | ----------------------------------------- | ----------- |
| 2019 | Beste regie in een tv- of SVOD-dramaserie | Nash Edgerton voor "On Behalf of Society" | genomineerd |
| 2020 | Beste regie in een tv- of SVOD-dramaserie | Nash Edgerton voor "Monsters"             | genomineerd |
| 2021 | Beste regie in een tv- of SVOD-dramaserie | Nash Edgerton voor "Ray Who?"             | genomineerd |

### Casting Guild of Australia Awards
| Jaar | Categorie                            | Nominatie       | Resultaat   |
| ---- | ------------------------------------ | --------------- | ----------- |
| 2018 | Beste casting in een tv-komedieserie | Kirsty McGregor | genomineerd |
| 2019 | Beste casting in een tv-komedieserie | Kirsty McGregor | gewonnen    |

### The Equity Ensemble Awards
| Jaar | Categorie                                                 | Nominatie                                                                                             | Resultaat   |
| ---- | --------------------------------------------------------- | --- | ----------- |
| 2019 | Uitstekende prestatie door een ensemble in een dramaserie | Scott Ryan Damon Herriman Justin Rosniak Brooke Satchwell Nicholas Cassim Chika Yasumura Natalie Tran | genomineerd |

### Australian Writers' Guild
| Jaar | Categorie                       | Nominatie  | Resultaat   |
| ---- | ------------------------------- | ---------- | ----------- |
| 2018 | Komedie - situatie of verhalend | Scott Ryan | genomineerd |

### Screen Producers Australia Awards
| Jaar | Categorie                           | Nominatie | Resultaat   |
| ---- | ----------------------------------- | --- | ----------- |
| 2018 | Dramaserie - productie van het jaar | Michele Bennett (producer) Nash Edgerton (executive producer) Scott Ryan (executive producer) Jason Burrows (executive producer) Blue-Tongue Films Jungle Entertainment | gewonnen    |
| 2022 | Dramaserie - productie van het jaar | Michele Bennett Nash Edgerton Blue-Tongue Films Pariah Productions | genomineerd |

### Australian Screen Sound Guild
| Jaar | Categorie                                               | Resultaat |
| ---- | ------------------------------------------------------- | --------- |
| 2021 | Beste geluid voor drama of comedy (meer dan 30 minuten) | gewonnen  |